# توفا آهو توپو چهارم
توفا آهو توپو چهارم (انگلیسی: Tāufaʻāhau Tupou IV; ۴ ژوئیهٔ ۱۹۱۸ – ۶ سپتامبر ۲۰۰۶) چهارمین پادشاه تونگا بود.
وی پس از مرگ مادرش سلوته توپو سوم در سال ۱۹۶۵ به سلطنت رسید و تا زمان مرگش در سال ۲۰۰۶ میلادی حکومت کرد، پس از وی فرزندش جورج توپو پنجم به قدرت رسید.